# Ustava Ukrajine
Ustava Ukrajine (ukrajinsko Конституція України) je temeljni zakon Ukrajine. Ustava je bila sprejeta in ratificirana na 5. zasedanju ukrajinskega parlamenta,  Vrhovna Rada 28. junija 1996. Ustava je bila sprejeta s 315 od 450 možnih glasov za (potrebnih je najmanj 300 glasov za). Vsi drugi zakoni in drugi normativni pravni akti Ukrajine morajo biti v skladu z ustavo. Pravico do spremembe ustave po posebnem zakonodajnem postopku ima izključno parlament. Edini organ, ki lahko interpretira ustavo in ugotavlja, ali je zakonodaja v skladu z njo, je ustavno sodišče Ukrajine. Od leta 1996 dalje se državni praznik Dan ustave praznuje 28. junija.
Leta 2004 so bili sprejeti amandmaji, ki so bistveno spremenili ukrajinski politični sistem; te spremembe včasih imenujejo Ustava 2004. Leta 2010 je tedanji predsednik Ukrajine Viktor Janukovič te spremembe razveljavil na podlagi odločitve Ustavnega sodišča Ukrajine. Po dogodkih Evromajdana (2013–2014) so bile spremembe iz leta 2004 ponovno uvedene.
7. februarja 2019 je Vrhovna Rada sprejela spremembo ustave, kjer je za strateške cilje Ukrajine navedena pridružitev Evropski uniji in Natu.

## Struktura
Ustava Ukrajine je razdeljena na 15 poglavij:
1. Splošna načela
2. Človekove in državljanske pravice, svoboščine in dolžnosti
3. Volitve. Referendumi
4. Vrhovna Rada Ukrajine
5. Predsednik Ukrajine
6. Kabinet ministrov Ukrajine. Drugi organi izvršilne oblasti
7. Prokuratura (tožilstvo)
8. Pravosodje
9. Teritorialna struktura Ukrajine
10. Avtonomna republika Krim
11. Lokalna samouprava
12. Ustavno sodišče Ukrajine
13. Predstavitev sprememb ustave Ukrajine
14. Končne določbe
15. Prehodne določbe